# Taylor Ridge
Il Taylor Ridge è una cresta montuosa antartica, lunga 18 km, che forma una ripida parete lungo il fianco occidentale del Ghiacciaio Scott, tra la bocche del Ghiacciaio Koerwitz e del Ghiacciaio Vaughan, nei Monti della Regina Maud, in Antartide.
La cresta montuosa fu avvistata per la prima volta nel 1934 dal gruppo geologico guidato da Quin Blackburn, che faceva parte della seconda spedizione antartica (1933-35) dell'esploratore polare statunitense Byrd.
La denominazione è stata assegnata dall'Advisory Committee on Antarctic Names (US-ACAN) in onore di John H. Taylor, fisico della ionosfera durante la sessione invernale del 1966 presso la Base Amundsen-Scott.